# Голофитный способ питания
Голофитный способ питания клетки — питание без захвата твёрдых пищевых частиц — посредством транспорта (пассивного (осмоса) или активного) растворённых питательных веществ через поверхностные структуры клетки. Может использоваться как при гетеротрофном, так и при автотрофном типе питания. Характерно для клеток фотосинтезирующих растений, клеток грибов, клеток животных и большинства микроорганизмов (исключая гетеротрофных простейших). Противопоставляется голозойному способу.
Осмотрофный способ питания клетки аналогичен голофитному, но с предварительным внеклеточным расщеплением. Использование микроорганизмами и клетками грибов нерастворимых высокомолекулярных веществ (белков, целлюлозы и других) связано с выделением в приклеточную среду специфических ферментов (внешнее пищеварение), разрушающих субстрат до низкомолекулярных растворимых соединений (аминокислот, сахаров и других).